# کاستیو دمپوریس
کاستیو دمپوریس (به اسپانیایی: Castellón de Ampurias) یک منطقهٔ مسکونی در اسپانیا است که در آلت امپوردا واقع شده‌است. کاستیو دمپوریس ۴۲٫۳ کیلومتر مربع مساحت و ۱۱٬۴۷۳ نفر جمعیت دارد.

## خواهرخوانده
شهر اتنهایم خواهرخواندهٔ کاستیو دمپوریس هست.